# 静岡県道305号金指停車場和地線
静岡県道305号金指停車場和地線（しずおかけんどう305ごう かなさしていしゃじょうわじせん）は静岡県浜松市浜名区、中央区を通る県道である。

## 概要

### 路線データ
- 陸上距離：9.0km
- 起点：浜松市浜名区引佐町金指（天竜浜名湖鉄道金指駅）
- 終点：浜松市中央区和地町（静岡県道48号舘山寺鹿谷線、静岡県道49号細江舞阪線、静岡県道319号村櫛三方原線交点＜すじかい橋交差点＞）

## 歴史
- 1969年10月21日 認定

## 重複区間
- 国道362号（浜松市浜名区引佐町金指・金指駅前交差点 - 浜松市浜名区細江町三和） (0.3km)
- 国道257号（浜松市浜名区引佐町金指・金指駅前交差点 - 浜松市浜名区根洗町・根洗交差点） (2.9km)
- 静岡県道391号細江浜北線（浜松市浜名区根洗町・根洗交差点 - 浜松市浜名区細江町中川・湖東交差点） (1.7km)
- 静岡県道49号細江舞阪線（浜松市中央区深萩町・深萩北交差点 - 浜松市中央区和地町・すじかい橋交差点） (1.5km)

## 地理

### 通過する自治体
- 静岡県
  - 浜松市（浜名区、中央区）

## 接続路線
- 国道362号
- 国道257号
- 静岡県道318号横尾根洗線
- 静岡県道391号細江浜北線
- 静岡県道261号磐田細江線
- 静岡県道49号細江舞阪線
- 静岡県道368号湖東舘山寺線
- 静岡県道48号舘山寺鹿谷線
- 静岡県道319号村櫛三方原線